# 時子内親王
時子内親王（ときこないしんのう）は、仁明天皇の第九皇女。母は参議滋野貞主女・女御滋野縄子。文徳天皇の異母姉妹で、同母兄弟には本康親王と柔子内親王がいる。賀茂斎院。無品。

## 概要
天長8年12月8日（832年）、賀茂斎院有智子内親王の退下をうけ、第2代斎院に卜定される。この当時父はまだ皇太子で、時子の身位は女王だった。皇太子の王女が斎院に卜定されたのはこの時子が唯一の例である。天長10年（833年）、淳和天皇の譲位により斎院を退下したと見られる。その後、承和2年（835年）から同10年（843年）にかけ、4度にわたって讃岐国・河内国・山城国・摂津国の荒廃・空閑の田地を仁明天皇から賜っている。